# Don DeLillo
Don DeLillo (Bronx, New York, 1936. november 20. –) amerikai regényíró. Munkáiban a késői 20., és a korai 21. századi Amerikáról fest többnyire kedvezőtlen képet. Az írót az irodalomkritikusok a posztmodern irodalmi irányzat egyik központi alakjának tekintik.

## Életrajzi adatok
DeLillo Bronx-ban, New York egyik városnegyedében látta meg a napvilágot. Szülei olasz emigránsok voltak, családi nevük eredetileg Da Lillo. Serdülő korában DeLillo-t különösebben nem érdekelte az írás. Az olvasást akkor szerette meg, amikor egy nyári szünidő alatt felügyelői állást vállalt egy autóparkolóhelynél, ahol órákat töltött várakozással és a kocsik figyelésével. Miután 1958-ban középfokú egyetemi diplomát szerzett a Fordham University (Bronx, New York) diákjaként, egy hirdetővállalatnál helyezkedett el. Öt évig írt ismertető szöveget különböző katalógusokba, míg megelégelte ezt a fajta a munkát és felmondott. Egy interjú alkalmával ezt mondta írói pályája kezdeteiről: "Azokban az időkben írtam pár novellát, de ritkán. Az állásomat otthagytam, de nem azért, hogy írjak, hanem mert ott akartam hagyni. Egyszerűen nem akartam tovább dolgozni."
1975-ben összeházasodott Barbara Bennett tájkertésszel. A házaspár New York város közelében él.

## Művei és témái
DeLillo saját megfogalmazása szerint írásait elsősorban az "absztrakt expresszionizmus, a külföldi filmek, és a dzsessz befolyásolták."
Első regénye 1971-ben került kiadásra Americana címmel és langyos kritikai sikerrel. A késői 70-s éveket DeLillo Görögországban töltötte; itt írta meg The Names című regényét. Bár a kritikusok általában dicsérték, munkáinak nem volt széles körű olvasóközönsége.
Írói hírnevét a Fehér zaj (White Noise) című könyve hozta meg, amiért a Nemzeti Könyvjutalmat (National Book Award) is megkapta 1985-ben. A Fehér zaj az akadémiai élet szatírája. A regényben iróniával teli képet alkot egy kisvárosi főiskola tanárainak életéről, mintegy szembeállítva a lakosság látszólagosan idillikus életkörülményeit egy ipari baleset okozta fatális szerencsétlenséggel. 1997-ben általános siker fogadta Underworld című magnum opuszát is. A vastag kötet ötven amerikai évet ölel át a második világháborút követően; a cselekményt egy hosszantartó szerelmi viszony szövi át. Bár a regényt benevezték a Pulitzer-díjra, a díjat Toni Morrison írónő kapta meg A kedves (Beloved) című regényéért. Az Underworldről Martin Amis brit író és kritikus úgy beszélt, mint "egy nagy író felemelkedésének mérföldkövéről."
A New York Times újság 2006-os felbecsülése szerint az Underworld egyike volt az utolsó huszonöt év legjobb amerikai regényeinek.
DeLillo olyan posztmodern témákat tár fel mint a fogyasztói társadalom felszínes magatartása, az intellektuális réteg újdonság-hajhászása, rejtett összeesküvések (Fehér zaj), a családok széthullása és újraegyesülése (Underworld), az újjászületés ígérete az erőszak alkalmazásán keresztül (Falling Man). Az utóbbit 2007 ben írta; a 2001. szeptember 11-én a Világkereskedelmi Központ ellen elkövetett terrortámadás utóhatásairól szóló könyv többek között a terroristák indítóokait kutatja – úgy fogja fel a merénylőket mint színészeket a társadalom színpadán, akik háttérbe szorítják a művészeket, különösen az írókat, éppen azokat, akik a tradíció szerint a társadalom igazi bírái kellene hogy legyenek. Könyvei másik gyakori témája a tömeget befolyásoló média, és annak szerepe egy adott esemény kiforgatásában és jelentőségének megváltoztatásában. Ilyen például a Fehér zajban a szerencsétlenség pontos leírásának hiánya – a televízió és a rádió célja, hogy agyonhallgassa a balesetet.
A tömegpszichológiát, és az egyénnek a tömegbe való akaratlan beolvadását DeLillo szintén intenzíven vizsgálja műveiben. Egy 1993-as, Maria Nadotti olasz újságírónőnek adott interjújában így vetette fel ezeket a kérdéseket: "A Mao II című könyvem azt kérdezi, ki beszél ezekhez az emberekhez. Az író, akinek a tradíció szerint hatással kellene lennie kortársai gondolkodására? Vagy a diktátor, a katonai tekintély, a terrorista, mindazok akik a saját szemléletüket hatalmuknál fogva a világra erőszakolják, és ezzel a földet a veszély és a harag színterévé változtatják? A dolgok az utóbbi időkben megváltoztak. Már nem tudunk repülőre szállni úgy, ahogy tíz éve tettük: minden más, és ez a változás bevésődött a tudatunkba, ugyanolyan erővel mint ahogyan annak idején Beckett vagy Kafka írói tudatába is belevésődött a látnoki éleslátás."

## Kritika
Az amerikai irodalomkritikus Harold Bloom Don DeLillo-t nevezte meg mint egyikét a mai idők legjobb posztmodernista regényírói – Thomas Pynchon, Philip Roth, és Cormac McCarthy – mellett. Amikor megkérdezték hogy egyetért-e ezzel, DeLillo ezt felelte: "Erre nem reagálok. Nem szeretek címkét viselni. Regényíró vagyok, pont. Egy amerikai regényíró."
Egyes kritikusok szerint DeLillo regényei túlstilizáltak, és intellektuális szempontból sekélyesek. Bruce Bawer író és kritikus elítélte DeLillo munkáit azzal a megjegyzéssel, hogy azok nem igazán regények, inkább csak "röpiratok, amikkel belénk akarja verni azt az ötletet, hogy ma Amerikában az élet unalmas, bénító és elembertelenítő…" Úgy tűnik, mondja David Remnick (az író egy másik kritikusa), hogy könyv és könyv után DeLillo azt próbálja mondani, hogy mániákus gyilkosnak – ennélfogva emberibbnek – lenni jobb, mint csak ülni Amerikában a léghűtéses berendezések, szerelőszalagok, televíziók, szuperüzletek, szintetikus anyagok, hitelkártyák közepette.
George Will ismert amerikai újságíró kijelentette, hogy az író portréja Lee Harvey Oswald-ról (John F. Kennedy állítólagos gyilkosáról) Libra című regényében nem más mint irodalmi vandalizmus, azonkívül jele DeLillo "rossz polgári mivoltának". DeLillo a vádra így reagált: "Bár nem veszem komolyan, rossz polgárnak hívni egy írót inkább bók mint sértés, legalábbis az én felfogásom szerint. Pontosan ennek kell lennünk – rossz polgároknak. Annak kell lennünk, mégpedig abban az értelemben, hogy az ellen írunk amit a hatalom jelképez, gyakran amit a kormány jelképez, amit a nagyvállalatok diktálnak, amit manapság fogyasztói tudatnak hívunk. Ha ebben az értelemben rossz polgárok vagyunk, csak a kötelességünknek teszünk eleget." B. R. Myers amerikai kritikus a mai amerikai irodalomról szóló, "Egy olvasó manifesztuma" című kritikai írásában (A Reader's Manifesto) DeLillo neve is megjelent a tárgyalt írók között.
A negatív kritikák ellenére 1999-ben DeLillo megkapta a rangos Jeruzsálem-díjat (Jerusalem Prize) írói munkásságáért. 2004-ben írásait a texasi egyetem (University of Texas) Harry Ransom irodalmi kutatóközpontja (Harry Ransom Humanities Research Center) archiválta Austinban, Texas fővárosában.

## Regények
- Americana (1971)
- End Zone (1972)
- A fenevad szabad (Great Jones Street, 1973)
- Ratner's Star (1976)
- Players (1977)
- Running Dog (1978)
- Amazons (1980) (Cleo Birdwell írói álnév alatt)
- The Names (1982)
- Fehér zaj (White Noise, 1985)
- A Mérleg jegyében (Libra, 1988)
- Mao II (1991)
- Underworld (1997)
- The Body Artist (2001)
- Cosmopolis (2003)
- Falling Man (2007)

## Színdarabok
- The Day Room (bemutatás 1986)
- Valparaiso (bemutatás 1999)
- Love-Lies-Bleeding (bemutatás 2005)
- The Word for Snow (bemutatás 2007)

## Forgatókönyv
- Game 6 (film, 2005) DeLillo egyetlen forgatókönyve

## Magyarul
- A fenevad szabad. Regény; ford. Bartos Tibor, utószó Takács Ferenc; Európa, Bp., 1978 (Modern könyvtár)
- A Mérleg jegyében. Regény; ford. Harkányi András; Európa, Bp., 1991
- Fehér zaj; ford. Bart István; Ulpius-ház, Bp., 2006 (2. kiadás: Jelenkor, Bp, 2018)
- Cosmopolis; ford. Barabás András; Libri, Bp., 2012
- Nulla K; ford. Széky János; Jelenkor, Bp, 2020

## Díjak
- Nemzeti Könyvjutalom (National Book Award) – Fehér zaj (1985)
- PEN Faulkner-díj – Mao II (1999)
- Jeruzsálem-díj (Jerusalem Prize) – Írói munkásságáért (1999)
- William Dean Howells Medál, a Amerikai Művészetek és Irodalmak Akadémiájától (The American Academy of Arts and Letters) – Underworld (2000)

## Hatottak rá
Thomas Pynchon, William Gaddis, Malcolm Lowry, James Joyce, Samuel Beckett, John Dos Passos, Vladimir Nabokov

## Írói befolyása a következő generációra
Több fiatal, angol nyelvű író hivatkozott DeLillo írói befolyására – köztük Bret Easton Ellis, Jonathan Franzen, David Foster Wallace és Chuck Palahniuk.

## Könyvek az íróról
- Bloom, Harold (ed.), Don DeLillo (Bloom's Major Novelists), Chelsea House, 2003
- Boxall, Peter, Don DeLillo: The Possibility of Fiction, Routledge, 2006
- Civello, Paul, American Literary Naturalism and its Twentieth-century Transformations: Frank Norris, Ernest Hemingway, Don DeLillo, University of Georgia Press, 1994
- Cowart, David, Don DeLillo – The Physics of Language, University of Georgia Press, 2002
- Dewey, Joseph, Beyond Grief and Nothing: A Reading of Don DeLillo, University of South Carolina Press, 2006
- Dewey, Joseph (ed.), Kellman, Steven G. (ed.), Malin, Irving (ed.), Underwords: Perspectives on Don DeLillo's Underworld, University of Delaware Press, 2002
- Duvall, John, Don DeLillo's Underworld: A Reader's Guide, Continuum International Publishing Group, 2002
- Duvall, John (ed.), The Cambridge Companion to Don DeLillo, Cambridge UP, 2008
- Engles, Tim (ed.), Duvall, John (ed.) ,Approaches to Teaching DeLillo's White Noise, Modern Language Association Press, 2006
- Halldorson, Stephanie, The Hero in Contemporary American Fiction: The Works of Saul Bellow and Don DeLillo, 2007
- Hantke, Steffen, Conspiracy and Paranoia in Contemporary American Fiction: The works of Don DeLillo and Joseph McElroy, Peter Lang Publishing, 1994
- Kavadlo, Jesse, Don DeLillo: Balance at the Edge of Belief, Peter Lang Publishing, 2004
- Keesey, Douglas, Don DeLillo, Macmillan, 1993
- LeClair, Tom In the Loop – Don DeLillo and the Systems Novel, University of Illinois Press, 1987
- Lentricchia, Frank (ed.), Introducing Don DeLillo, Duke University Press, 1991
- Lentricchia, Frank (ed.), New Essays on White Noise, Cambridge University Press, 1991
- Martucci, Elise, The Environmental Unconscious in the Fiction of Don DeLillo, Routledge, 2007
- Morley, Catherine, The Quest for Epic in Contemporary American Literature, Routledge, New York, 2008
- Orr, Leonard, White Noise: A Reader's Guide Continuum International Publishing Group, 2003
- Osteen, Mark American Magic and Dread: Don DeLillo's Dialogue with Culture, University of Pennsylvania Press, 2000
- Ruppersburg, Hugh (ed.), Engles, Tim (ed.), Critical Essays on Don DeLillo, G.K. Hall, 2000
- Schuster, Marc "Don DeLillo, Jean Baudrillard, and the Consumer Conundrum", Cambria Press, 2008
- Weinstein, Arnold, Nobody's Home: Speech, Self, and Place in American Fiction From Hawthorne to DeLillo, Oxford University Press, 1993

## Popkulturális utalások
- Conor Oberst „Gold Mine Gutted” című számát úgy kezdi, hogy „Csak Don DeLillo, egy whiskey, én és egy villogó ébresztőóra voltunk ott” (It was Don DeLillo, whiskey, me, and a blinking midnight clock).
- Paul Auster A végső dolgok országában (In the Country of Last Things) és Leviatán (Leviathan) című műveit barátjának, Don DeLillónak ajánlotta.
- Rhett Miller „World Inside a World” című számában hivatkozik az Underworldre: „DeLillónál olvastam, mintha épp nekem írta volna” (I read it in DeLillo, like he'd written it for me).
- A The Onion fikciós DeLillo-blogjai.
- A The Airborne Toxic Event együttes a Fehér zajban szereplő, azonos nevű gázszivárgás nyomán vette föl a nevét.

## Fordítás
Ez a szócikk részben vagy egészben  a   Don DeLillo című angol Wikipédia-szócikk fordításán alapul.  Az eredeti cikk szerkesztőit annak laptörténete sorolja fel. Ez a jelzés csupán a megfogalmazás eredetét és a szerzői jogokat jelzi, nem szolgál a cikkben szereplő információk forrásmegjelöléseként.